# Walter Artelt
Walter Artelt (* 23. Juli 1906 in Warmbrunn (Niederschlesien); † 26. Januar 1976 in Königstein im Taunus) war ein deutscher Arzt, Zahnarzt und Medizinhistoriker. 

## Leben
Walter Artelt wurde 1929 promoviert. Als Schüler von Paul Diepgen und Max Wellmann in Berlin war Artelt bis 1938 unter anderem Leiter der Sammlung des Forschungsinstituts für die Geschichte der Zahnheilkunde. Er übernahm das Amt als Medizinhistoriker als Nachfolger des Gründers, des jüdischen Medizinhistorikers Curt Proskauer. Ab 1938 bis zu seiner Emeritierung 1971 war er Leiter des Senckenbergischen Instituts  für Geschichte der Medizin an der Universität Frankfurt am Main. Artelt beantragte am 14. November 1941 die Aufnahme in die NSDAP und wurde zum 1. Januar 1942 aufgenommen (Mitgliedsnummer 8.827.660). An der Universität Frankfurt war Artelt ab 1942 außerplanmäßiger Professor, ab 1952 außerordentlicher Professor und ab 1958 ordentlicher Professor sowie 1962/63 Rektor.
Von 1950 bis 1955 war Artelt Vorsitzender der Deutschen Gesellschaft für Geschichte der Medizin, der Naturwissenschaften und der Technik. 1952 wurde Artelt in die Gelehrtenakademie Leopoldina gewählt.
Mit Heinz Goerke, Edith Heischkel und Gunter Mann (1924–1992) war Artelt Herausgeber der Zeitschrift Medizinhistorisches Journal. Zu Walter Artelts akademischen Schülern gehörte der Medizinhistoriker Gernot Rath.
Die Medizinhistorikerin Edith Heischkel-Artelt war seine Ehefrau. Nach dem Ehepaar wurde die Prof. Dr. Walter Artelt und Prof. Dr. Edith Heischkel–Artelt–Stiftung benannt.

## Schriften (Auswahl)
- Arzt und Leibesübungen in Mittelalter und Renaissance. In: Klinische Wochenschrift. 10, 1931, S. 846–849 und 2092–2096.
- Studien zur Geschichte der Begriffe „Heilmittel“ und „Gift“. Urzeit - Homer - Corpus hippocraticum. (Medizinische Habilitationsschrift, Berlin 1935) Leipzig 1937 (= Studien zur Geschichte der Medizin. Band 23); Neudruck Darmstadt 1968.
- Theophrastus Paracelsus, 1493–1541. Anläßlich der 400. Wiederkehr des Todestages. Hrsg. und gestaltet von Fritz Jaeger unter Mitwirkung von Walter Artelt [u. a.]. Mora, Salzburg 1941.
- Einführung in die Medizinhistorik. Ihr Wesen, ihre Arbeitsweise und ihre Hilfsmittel. Stuttgart 1949.
- als Hrsg.: Index zur Geschichte der Medizin, Naturwissenschaft und Technik. 1953.
- Die Schutzpatrone der Ärzte und Apotheker Kosmas und Damian. Bildfolge I bis XII. Merck, Darmstadt 1954.
- Die Salernoforschung im 17., 18. und 19. Jahrhundert. In: Sudhoffs Archiv. Band 40, 1956,S. 211–230.
- Ernst Georg Kürz 1859–1937. [Vortrag, gehalten am 1. Oktober 1963 auf der Jahresversammlung der Deutschen Gesellschaft für Geschichte der Medizin, Naturwissenschaft und Technik e. V. in Schaffhausen und meinem Lehrer Paul Diepgen zu seinem bevorstehenden 85. Geburtstag am 24. November 1963 gewidmet.] Senckenbergisches Institut für Geschichte der Medizin der Universität, Frankfurt am Main 1963.
- als Hrsg. mit Walter Rüegg): Der Arzt und der Kranke in der Gesellschaft des 19. Jahrhunderts Vorträge eines Symposiums vom 1.–3. April 1963 in Frankfurt am Main (= Studien zur Medizingeschichte des neunzehnten Jahrhunderts. Band 1). Stuttgart 1967.
- Der Mesmerismus in Berlin (= Abhandlungen der geistes- und sozialwissenschaftlichen Klasse der Akademie der Wissenschaften und der Literatur in Mainz. Jahrgang 1965, Nr. 6).
- als Hrsg.: Städte-, Wohnungs- und Kleidungshygiene des 19. Jahrhunderts in Deutschland. Vorträge eines Symposiums vom 17.–18. Juni 1967 in Frankfurt am Main. Enke, Stuttgart 1969 (= Studien zur Medizingeschichte des neunzehnten Jahrhunderts. Band 3).
- August de Bary und die Geschichte der Medizin. 1974.